# China Communications Construction
China Communications Construction Company (en mandarin simplifié : 中国交通建设) est une entreprise de construction publique chinoise. Elle a notamment comme filiale Shanghai Zhenhua Heavy Industries (ZPMC).

## Histoire
En octobre 2017, China Communications Construction annonce l'acquisition d'Aecon, une entreprise de construction canadienne, pour 1,5 milliard de dollars canadiens.
Sa filiale China Road and Bridge Corporation à obtenu en avril 2018 le contrat du Pont de Pelješac (en croate : Pelješki most) reliant l'exclave de Dubrovnik à la Croatie, inauguré le 29 juillet 2021 et mis en service un an plus tard.